# Tarutung Bolak (Sorkam)
Tarutung Bolak is een bestuurslaag in het regentschap Tapanuli Tengah van de provincie Noord-Sumatra, Indonesië. Tarutung Bolak telt 1680 inwoners (volkstelling 2010).